# 雑木

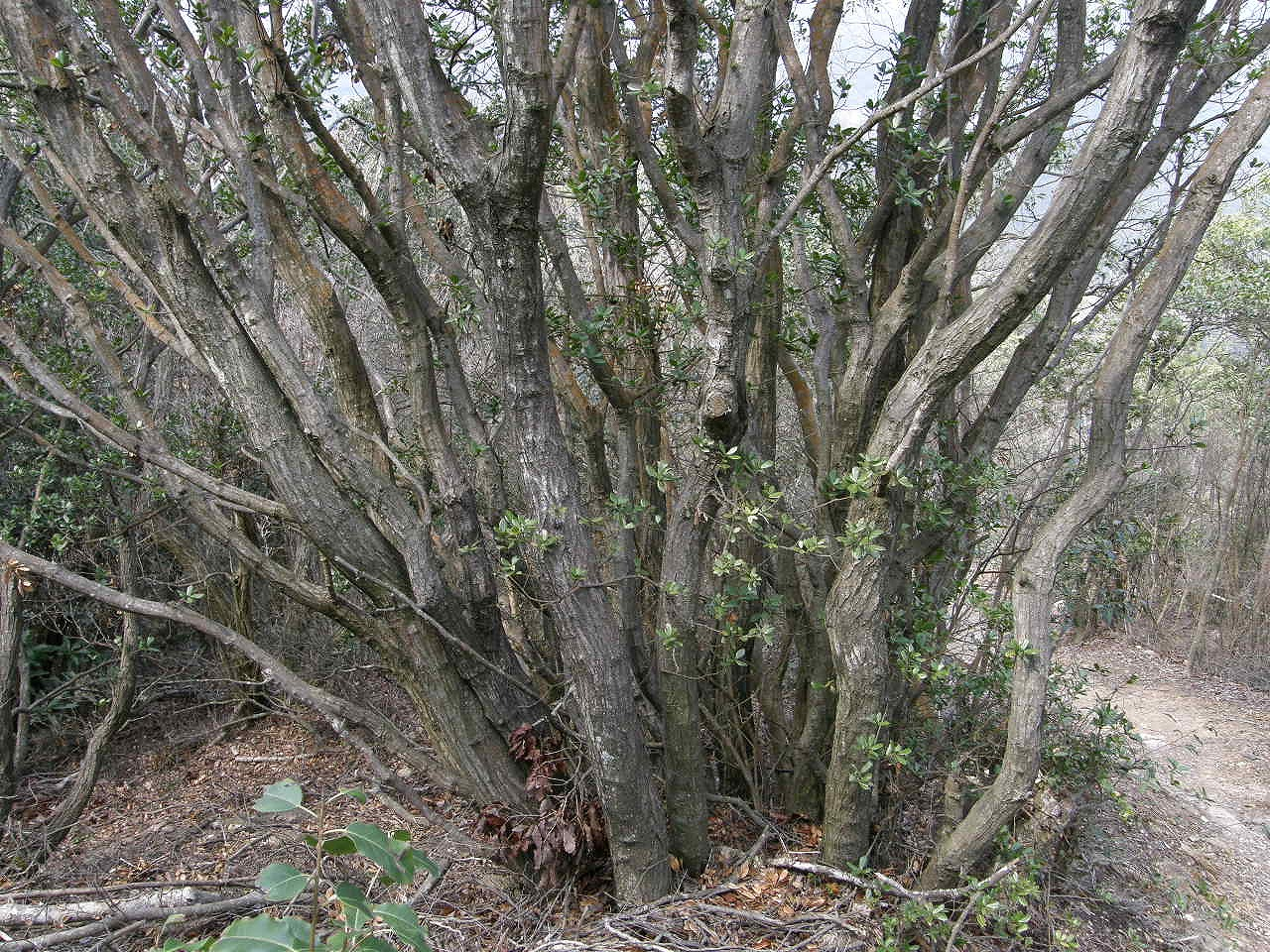
里山に多く見られる雑木

雑木（ぞうき、ざつぼく）とは、人の手によって植林、管理されたヒノキやスギといった建築材料としての利用機会や利用価値の高い針葉樹を中心とした樹木に対して、それ以外の経済的価値の低い広葉樹を主とした雑多な樹木をさす。雑木により構成された林を雑木林と呼ぶ。

## 概要
日本の雑木の多くは落葉するクヌギやコナラなどを主体とした広葉樹からなり、多くは幹がまっすぐではなく、曲がっておりかつ枝分かれが多いという特徴がある。このため、古来より建築の主材料としては使用される機会は少なく、そのため雑木と呼び習わされてきた。例外的に強度のあるマツは梁に、腐りにくいクリなどは基礎材として使用されることはあり、その他の雑木も適材適所に建築材料として利用されるものの、構造材としてはヒノキ、スギなどの針葉樹が使用されるのが一般的で、使用量でははるかに及ばない。雑木の多くは古来より木炭の材料として多く利用されてきた。しかし、時代とともに需要は減少し、雑木林は放置されることが多くなった。

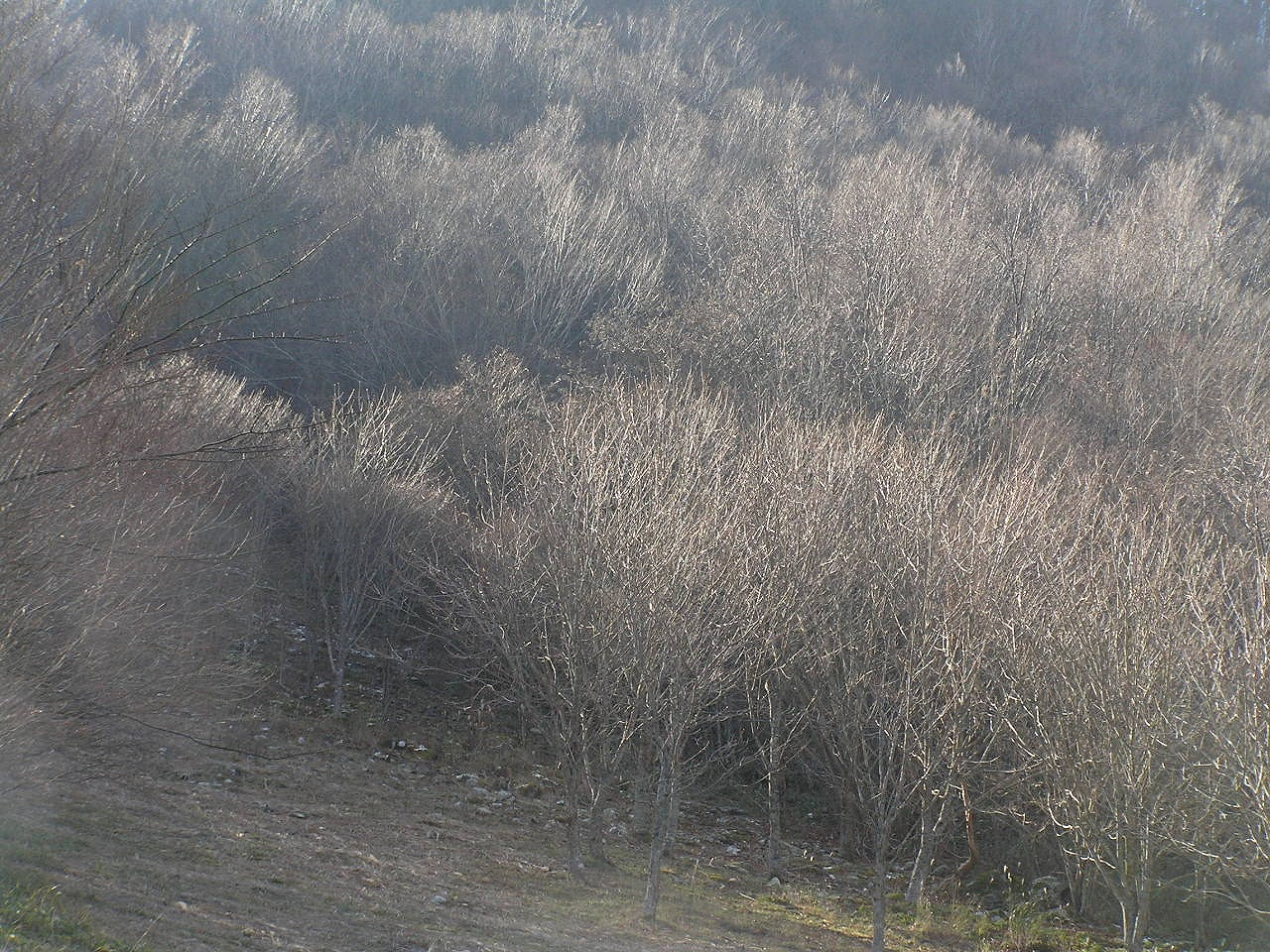
生態系や防災に大きな役割を果たす雑木によって構成された林

一方で、近年は雑木の多くが落葉樹であることから落ち葉が腐葉土となることでの植生全体への貢献や、実がイノシシやクマなどの動物や鳥類の食料になっているといったことから、生態系を維持していく上で不可欠であることが次第に知られるようになった。獣類による農作物の被害も雑木林の減少と人工林の増加が一因である。針葉樹とは大きく異なる保水性による防災効果も大きく、台風の被害は人工林に多く、雑木林では被害が少ない。また、近年では針葉樹の価格の下落から放置される人工林が増え、上記のような利点から里山再生などの機運から人工林を伐採し雑木が植えられることも多くなった。

## 「ぞうき」と「ざつぼく」
昭和30年代に林野庁が拡大造林の方針を打ち出し、それまであった雑木を主体とする自然林を伐採し、スギ・ヒノキなどの「有用樹種」を植樹し人工林に置き換えていったが、その際に呼称を区別することで利用価値の無いものといった印象を与える目的で、雑木を「ぞうき」ではなく「ざつぼく」と表現し、植林行政を推進した。